# Bernardo Pulci
Bernardo Pulci (Firenze, 8 ottobre 1438 – Firenze, 9 febbraio 1488) è stato un poeta italiano.

## Biografia
Fratello di Luca Pulci e Luigi Pulci, fu un rimatore in volgare, ma anche un uomo d'affari. Protetto dalla famiglia de' Medici di Firenze, ottenne numerosi incarichi, tra cui quello di provveditore degli ufficiali dello Studio di Firenze e di Pisa e di camerario nel Mugello. Investì parte del suo patrimonio nel banco di Calimala e fu coinvolto nel fallimento di suo fratello.
Membro dell'Accademia dei Buccoici, pubblicò, assieme a Francesco Arsocchi, Girolamo Benivieni e Iacopo Buoninsegni, una raccolta di Egloghe (1482) che è ritenuta la prima opera della poesia pastorale in volgare. Nel 1481 tradusse le Bucoliche di Virgilio.
È anche autore di versi d'amore, della sacra rappresentazione Barlaam e Iosafat e di un poema in terzine sulla Vita di Maria Vergine e Il pianto della Madonna, sempre in terza rima. La presenza di temi sacri riflette un clima di religiosità, prediletto da Lucrezia Tornabuoni, madre di Lorenzo il Magnifico.

## Opere
- Rappresentazione di Barlaam e Giosafat, Firenze, Antonio Miscomini, circa 1495.
- Passione di Gesù Cristo, Impresso in Firenze, per ser Francesco Bonaccorsi, adi III di novembre MCCCCLXXXX.